# WIN
Pour les articles homonymes, voir Win.
WIN est initialement un fournisseur d'accès à internet (FAI) belge fondé en 1998. WIN propose également des services et solutions de communication aux entreprises, au secteur public, au secteur des soins de santé et au secteur de l'éducation dans toute la Belgique.

## Introduction
Le réseau de télécommunication wallon WIN est un ensemble de services informatique mis sur pied sur contrat de services de la région Wallonne afin de connecter écoles, administrations, PME et secteur des soins de santé à Internet en exploitant les lignes placées par le Ministère de l'Équipement et des Transports (MET).

## Histoire
En 1998 la société WIN est créée et la région wallonne signe un contrat de service d'une durée de 15 ans.
En 1999, WIN lance la marque SwinG (Surfer avec Win Gratuitement) et vise à fournir une connexion Internet à une clientèles résidentielle et TPE.
En 2009, WIN est racheté par Tecteo. Opérateur de réseaux et intégrateurs de services d'information et de communication, WIN devient le pôle ICT B2B de ce groupe.  
En 2023, WIN est racheté par le groupe Network Research Belgium (NRB).

## Financement
Au démarrage, les actionnaires de WIN étaient : Belgacom ; CNP; SMAP; CCB; SRIW; SOFINDEV,.
WIN S.A. devient par la suite une filiale à 100 % de Belgacom, avant d'être rachetée par Tecteo en 2009.

## SwinG
Les services de messageries et d'hébergements SwinG sont démarrés en 1999 et s'adressent aux particuliers et TPE.
WIN sort du giron de Belgacom en 2009, tandis que les services SwinG sont conservés par l'opérateur national jusqu'au 31 aout 2014.
Exception faite de son nom de domaine swing.be dont un entrepreneur flamand est devenu le propriétaire technique auprès de DNS Belgium avant la cessation des activités y étant liées.
Événements à la base d'une intervention parlementaire sur la cybersécurité et la vie privée au Sénat de Belgique le 20 février 2014.
Une particularité de SwinG sous gestion Belgacom étant que tout utilisateur n'était pas nécessairement client d'un service payant.